# Grand Cru Remixed
Grand Cru Remixed — третий студийный альбом российского музыканта DJ Smash, выпущенный в 2010 году на музыкальном лейбле Gala Records.
В альбом вошли ремиксы на лучшие хиты музыканта, выполненные самим артистом и западными диджеями (Alex Gaudino, Dj Antoine Vs Yoko , Nari & Milani, Tom Novy, Dj Antoine, Andrea T. Mendoza vs Tibet), и новые композиции.

## Видео
Клип на сингл с нового альбома «Самолет» (Andrea T. Mendoza vs Tibet remix) был снят «Худяков продакшен», работавшей почти над всеми клипами артиста.

## Список композиций
1. DJ Smash feat. Shahzoda — Между небом и землей
2. Alex Gaudino & DJ Smash — Moscow Never Sleeps
3. DJ Smash — Самолет (Andrea T. Mendoza vs Tibet Remix)
4. Mariya — 7 небо (Dj Smash remix)
5. DJ Smash — Лучшие песни (Wawa Remix)
6. DJ Smash feat. Дмитрий Дибров — Любовь побеждает время (Ugroza Remix)
7. Via Sirius — Дыши глубже (DJ Smash Remix)
8. DJ Smash feat. DJ Vengerov — Dr Shoo (Vengerov & Fedoroff Remix)
9. DJ Smash — Uragan (Nari & Milani Remix)
10. DJ Smash feat. Александр А. Ревва — Танцуй (Michael Yousher Remix)
11. DJ Smash feat. Fast Food — Волна (DJ Antoine & Yoko Remix)
12. DJ Smash feat. Shahzoda — Между небом и землей (Nari & Milani Remix)
13. Ugroza Project — Sheikh (DJ Smash Remix)
14. DJ Smash — Moscow Never Sleeps (Tom Novy Remix)
15. DJ Smash feat. Shahzoda & Timati — Между небом и землей (R’N'B Remix)

## Чарты
Пластинка попала в Top 25, дебютировав на 14 месте.